# Cyclommatus chewi
Cyclommatus chewi es una especie de coleóptero de la familia Lucanidae.

## Distribución geográfica
Habita en Borneo.